# Saratoga Springs (New York)
Saratoga Springs ist eine Stadt im Saratoga County im Bundesstaat New York in den USA. Der Name bezieht sich auf die Mineralquellen der Gegend, durch die Saratoga vor über 200 Jahren bekannt wurde. Die Stadt liegt nördlich von Albany. Bei der Volkszählung von 2020 hatte sie 28.491 Einwohner.
Saratoga Springs wurde 2014 auf Platz 10 der zehn beliebtesten Wohnorte des Staates New York gesetzt.

## Geschichte
In dem Gebiet lebten ursprünglich Algonkin sprechende Mahican-Indianer, die schließlich von niederländischen und englischen Siedlern vertrieben wurden. 1691 bauten diese am Westufer des Hudson River das Fort Saratoga.
Die Schlacht von Saratoga, die eine Wende im Amerikanischen Unabhängigkeitskrieg herbeiführte, fand 1777 nicht in Saratoga statt, sondern im 24 km entfernten Stillwater.
Um 1776 wurde der Flecken dauerhaft besiedelt, als Gründer der Stadt gilt der Unternehmer Gideon Putnam (1763–1812), der sich dort 1789 niederließ und 1802 das erste Hotel in Saratoga errichtete.
Die eigentliche Gründung von Saratoga Springs fand am 9. April 1819 statt, als sich der Ort als Siedlung des Westteils von Saratoga etablierte, nachdem 1789 ein Teil Saratogas an Easton (heute im Washington County (New York)), 1798 weitere Teile an Corinth, Greenfield, Northumberland, Moreau und Wilton sowie noch 1805 ein schmaler Gebietsstreifen im Südwesten Saratogas an die Stadt Malta angegliedert worden waren. Saratoga wurde 1826 nach Saratoga Springs eingemeindet. Der so fusionierte Ort erhielt 1915 die Stadtrechte.
1832 wurde die Stadt an die Saratoga and Schenectady Railroad angeschlossen, wodurch fortan zahlreiche Reisende in die Stadt kamen, die insbesondere die berühmten Mineralquellen aufsuchten. Die medizinische Bedeutung dieser Quellen propagierte namentlich der deutschstämmige Arzt Simon Baruch.
1863 wurde der Saratoga Race Course eröffnet, eine Pferderennbahn, durch die die Stadt sehr an Attraktivität gewann und Pferderennen zu einem beliebten Freizeitvergnügen wurden. Die damit verbundenen, lange Zeit illegalen Wetten, führten zu einem weiteren Zustrom von Touristen. Seit 1937 wird die Stadt auch gern als Drehort für Filme genutzt.
Kartoffelchips wurden vermutlich am 24. August 1853 von George Crum, einem Koch des Hotels Moon Lake Lodge im US-amerikanischen Saratoga Springs, erfunden, weil sich ein Gast – es soll der Großindustrielle Cornelius Vanderbilt gewesen sein – wiederholt über zu dicke Bratkartoffeln beschwert hatte. Als sie schließlich so dünn waren, dass sie sich nicht mehr mit der Gabel essen ließen, war der Gast zu Crums Überraschung begeistert und seine Kreation wurde schließlich als Saratoga Chips in die Speisekarte aufgenommen. Sie wurden bald in ganz Neuengland bekannt. Eine andere Version, die vom örtlichen Museum als die wahrscheinlichere bezeichnet wird, besagt, dass Crums Schwester eine zu dünn geschnittene Kartoffelscheibe versehentlich in heißes Fett fallen ließ und Crum vom Ergebnis so begeistert war, dass er die Kartoffelchips im Restaurant anbot.

## Sehenswürdigkeiten
- Saratoga Springs History Museum, 1883 gegründet.
- Die 1926 gegründete Künstlerkolonie Yaddo, die 2013 ins National Register of Historic Places aufgenommen wurde.
- Das 1966 eröffnete Saratoga Performing Arts Center, Sommerquartier des New York City Ballet und des Philadelphia Orchestra.
- Saratoga Automobile Museum, 2002 eröffnet.
- Saratoga Arts Center.

## In und um Saratoga Springs gedrehte Filme
- 1937: Saratoga, mit Clark Gable und Jean Harlow
- 1945: Spiel mit dem Schicksal (Saratoga Trunk) mit Ingrid Bergman und Gary Cooper
- 1962: Lolita, mit Sue Lyon und James Mason
- 1981: Zurück bleibt die Angst, mit Fred Astaire
- 1991:  Billy Bathgate, mit Dustin Hoffman, Nicole Kidman und Bruce Willis
- 1994: Nobody’s Fool – Auf Dauer unwiderstehlich, mit Paul Newman, Jessica Tandy, Bruce Willis und Melanie Griffith
- 1998: Der Pferdeflüsterer, mit Robert Redford und Scarlett Johansson
- 2003: Seabiscuit – Mit dem Willen zum Erfolg, mit Tobey Maguire und Jeff Bridges
- 2009: The Skeptic – Das teuflische Haus, mit Tim Daly
- 2013: Ass Backwards – Die Schönsten sind wir, mit June Diane Raphael und Casey Wilson
- 2014: 12 Years a Slave, mit Chiwetel Ejiofor, Michael Fassbender und Benedict Cumberbatch

## Musik
- 1972 textete Carly Simon in ihrem bekannten Song You're So Vain: „Well, I hear you went up to Saratoga, and your horse naturally won.“
- 1987 wurde das Video zu Whitney Houstons Song Didn’t We Almost Have It All im Saratoga Performing Arts Center gedreht.

## Söhne und Töchter der Stadt
- Reuben H. Walworth (1788–1867), Jurist und Politiker
- Miles Taylor (1805–1873), Politiker
- Calvin C. Chaffee (1811–1896), Politiker
- George Crum (1824–1914), Koch und mutmaßlicher Erfinder der Kartoffelchips
- Charles Brackett (1892–1969), Drehbuchautor
- Carleton J. King (1904–1977), Politiker
- Theodore Welton (1918–2010), theoretischer Physiker
- Jane Roberts (1929–1984), Dichterin
- Dave Cummings (1940–2019), Schauspieler und Regisseur
- Joseph Bruchac (* 1942), indianisch-amerikanischer Autor und Mitglied der Abenaki-Stammesgruppe
- David Hyde Pierce (* 1959), Schauspieler
- John Farra (* 1970), Skilangläufer
- Matt Rhoades (* 1975), Politiker
- Kathleen Kauth (* 1979), Eishockeyspielerin
- Terra Naomi (* 1979), Pop/Rock/Alternative/Indie-Sängerin